# 코모르낮도마뱀붙이
코모르낮도마뱀붙이(Phelsuma comorensis)는 그랑드코모르섬(en:Grande Comore)에서 살아가는 도마뱀붙이류의 일종이다. 보통 나무에서 지내고 곤충, 꽃꿀을 먹는다.

## 형태
코모르낮은 꼬리까지 최대 12 cm에 달하여 제일 작은 낮도마뱀붙이류에 속한다. 몸은 올리브 녹색, 옅은 녹색을 띈다. 적갈색 줄무늬가 콧구멍에서 눈까지 이어진다. 옆구리를 따라 눈에서 뒤까지 검은 줄무늬가 이어진다. 등 뒷부분에는 적갈색 점들이, 다리에는 짙은색 점들이 나있다.

## 분포
코모르낮은 그랑드코모르섬에서만 서식한다고 알려져있다. 이 녀석들은 고도 600 m 이상의 고지대에 서식한다. 현재는 멸종위기에 처해있지 않다.
코모르낮은 다양한 범열대(en:Pantropical) 초목에서 살아간다.

## 습성
이 낮도마뱀붙이류는 다양한 곤충 따위의 무척추동물을 잡아먹는다. 부드럽고 달달한 과육, 꽃가루, 꽃꿀도 먹는다.
암컷은 다산하는 편이며 알을 해마다 여덟 쌍까지 낳는다. 새끼는 4-5 달만 지나면 성숙한다.

## 사육
이 녀석들은 살아있는 식물과 수직으로 뻗친 대나무 순이 있는 우리 안에서 쌍으로 키워야 한다. 온도는 낮에는 28 °C (82 °F) - 30 °C (86 °F), 밤에는 이보다 6-7 °C 이하를 유지한다. 공기 흐름도 좋아야 한다. 사육 시에는 귀뚜라미, 시판 과일 사료, 벌집나방(:en:wax moth) 애벌레, 초파리, 밀웜, 집파리를 먹일 수 있다.